# Raam (rivier in Noord-Brabant)
De Lage Raam is een ecologisch belangrijke laaglandbeek die stroomt van de Peel naar het Gemaal Van Sasse (nabij de plaats Grave). Via dit gemaal stroomt het water naar rivier de Maas.
Ongeveer tien kilometer voor de monding komt de Lage Raam samen met het Peelkanaal om enkele honderden meters verder ook de Biestgraaf op te nemen. Van hier af tot de monding heet de rivier: Graafse Raam. Bij Escharen wordt ook de Hoge Raam opgenomen en bij Grave de Hertogswetering, waarna het water bekendstaat als Nieuwe Raammond.

## Loop
De Raam stroomt enigszins meanderend door halfopen landschap. Bovenstrooms gaat dit riviertje via houtwallen, landgoederen en bosjes richting de Maas. Hier ligt de Raam in een open gebied, de uiterwaarden van de Maasheggen van Keent.

### Herinrichting
De Raamvallei wordt heringericht aan de hand van het zogenoemde 'gebiedsplan Raam'. Dit is in 2018 vastgesteld ten behoeve van toekomstbestendig waterbeheer en het tot stand brengen van ecologische verbindingszones.
De vallei vormt zo een schakel in het Natuurnetwerk Brabant.

## Verbindingen
In Grave is de Raam verbonden met de Hertogswetering. De Hertogswetering is een ecologische oost-westverbinding. Op deze manier wordt het Land van Cuijk met 's-Hertogenbosch verbonden.